# Capilla Wayfarers
La capilla Wayfarers (en inglés: Wayfarers Chapel, en español, 'capilla de los caminantes'), también conocida como «La Iglesia de cristal», es una pequeña capilla que se encuentra en Rancho Palos Verdes, California al oeste de los Estados Unidos. Destaca por su arquitectura moderna y la ubicación en los acantilados sobre el océano Pacífico. Es parte de la Iglesia Swedenborgiana de América del Norte y sirve como un monumento a su fundador, Emanuel Swedenborg.
La iglesia fue diseñada por Lloyd Wright (hijo de Frank Lloyd Wright) a finales de 1940 y fue construida entre 1949 y 1951. Las adiciones fueron construidas en los últimos años, incluyendo una torre y un centro de visitantes.

## Galería de imágenes

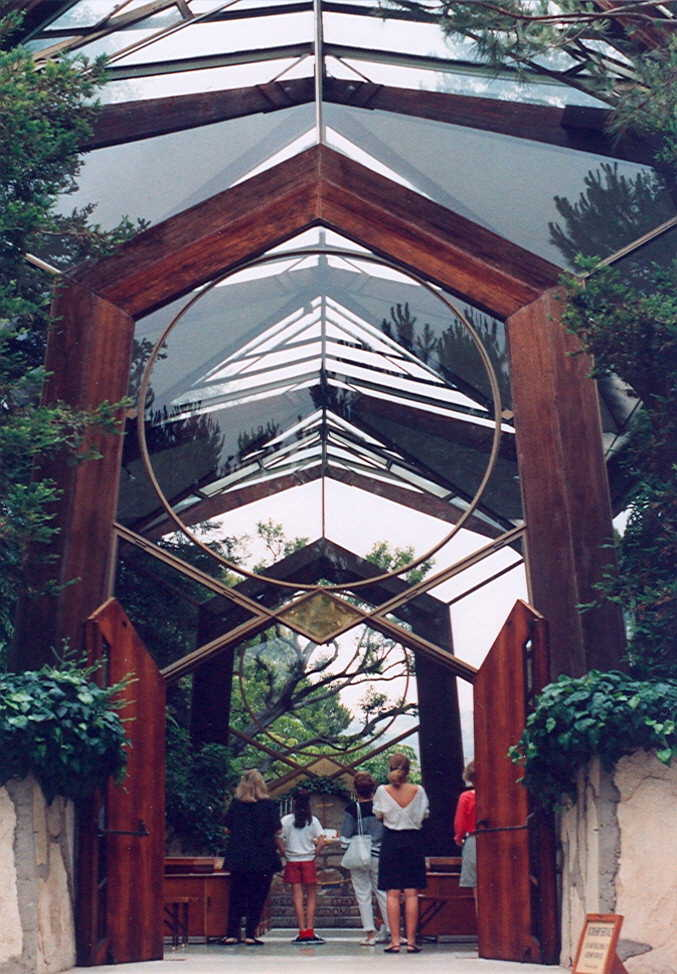
Entrada  a la capilla
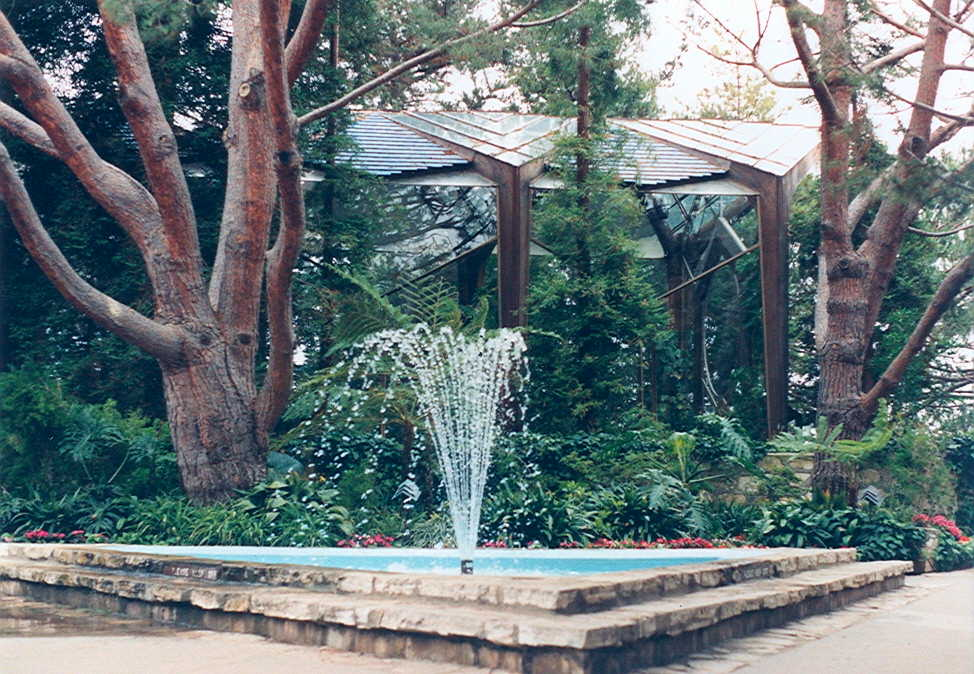
El recinto cuenta con fuentes y jardines
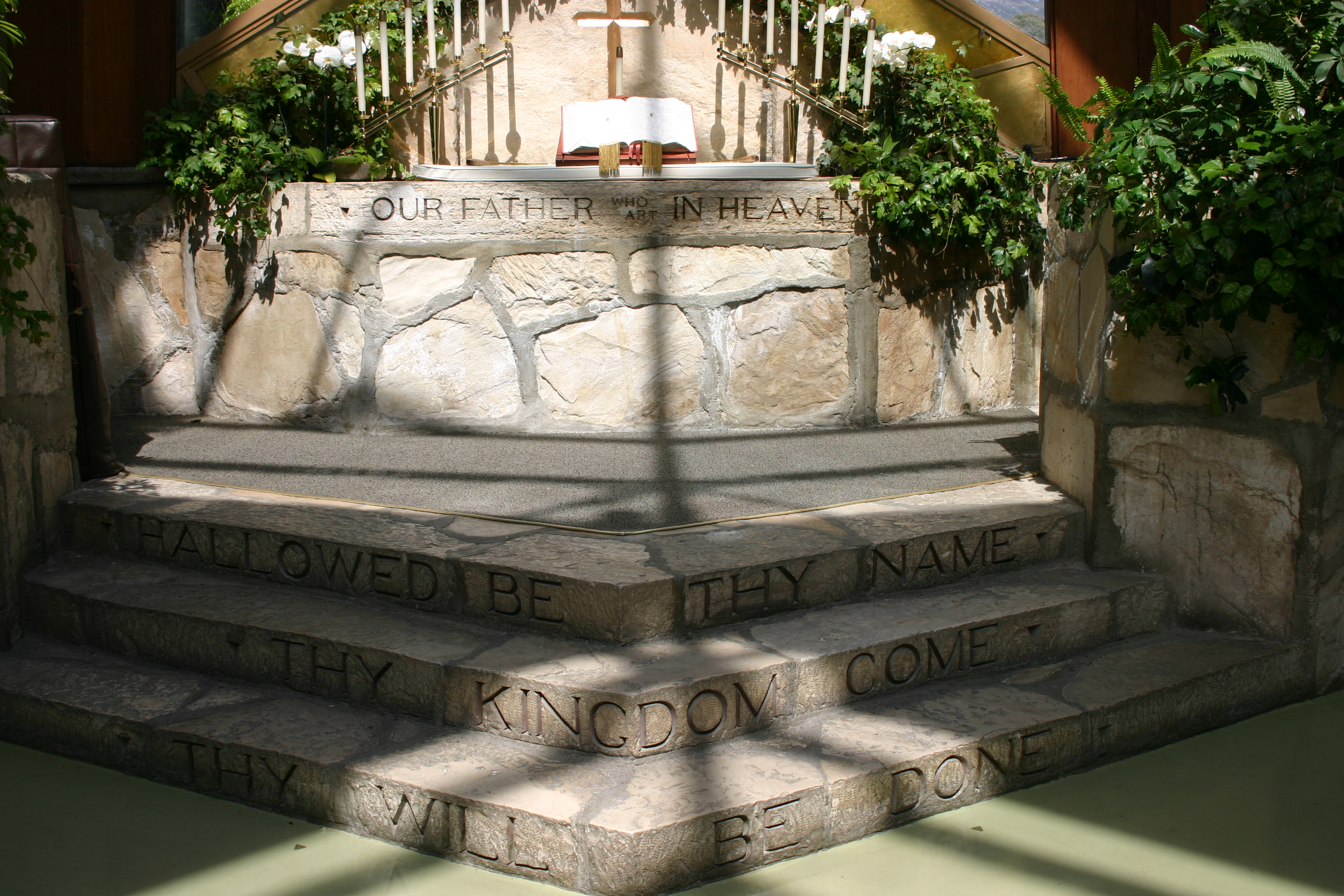
El Padre nuestro en los escalones de la capilla